# Gregal
El gregal és un vent de la Mediterrània que pot bufar en els moments que una àrea de baixa pressió es desplaça cap al sud de Malta i causa un vent del nord-est fresc i fort que afecta aquesta illa. També afecta altres illes i territoris del Mediterrani occidental.
El nom potser deriva de l'italià grecale, que es refereix a l'illa de Zacint, a Grècia.
És probable que sigui la tempesta Euroclydon, que deriva del grec Euros (est) i kludo (onada) o del llatí Aquilo (nord) "del nord-est" o l'illa Clauda (Actes dels apòstols del Nou Testament 27:16), que van fer naufragar el vaixell de l'apòstol Pau de Tars a la costa de Malta en el seu viatge missioner a Roma (Actes dels apòstols 27:14).